# Équitation éthologique

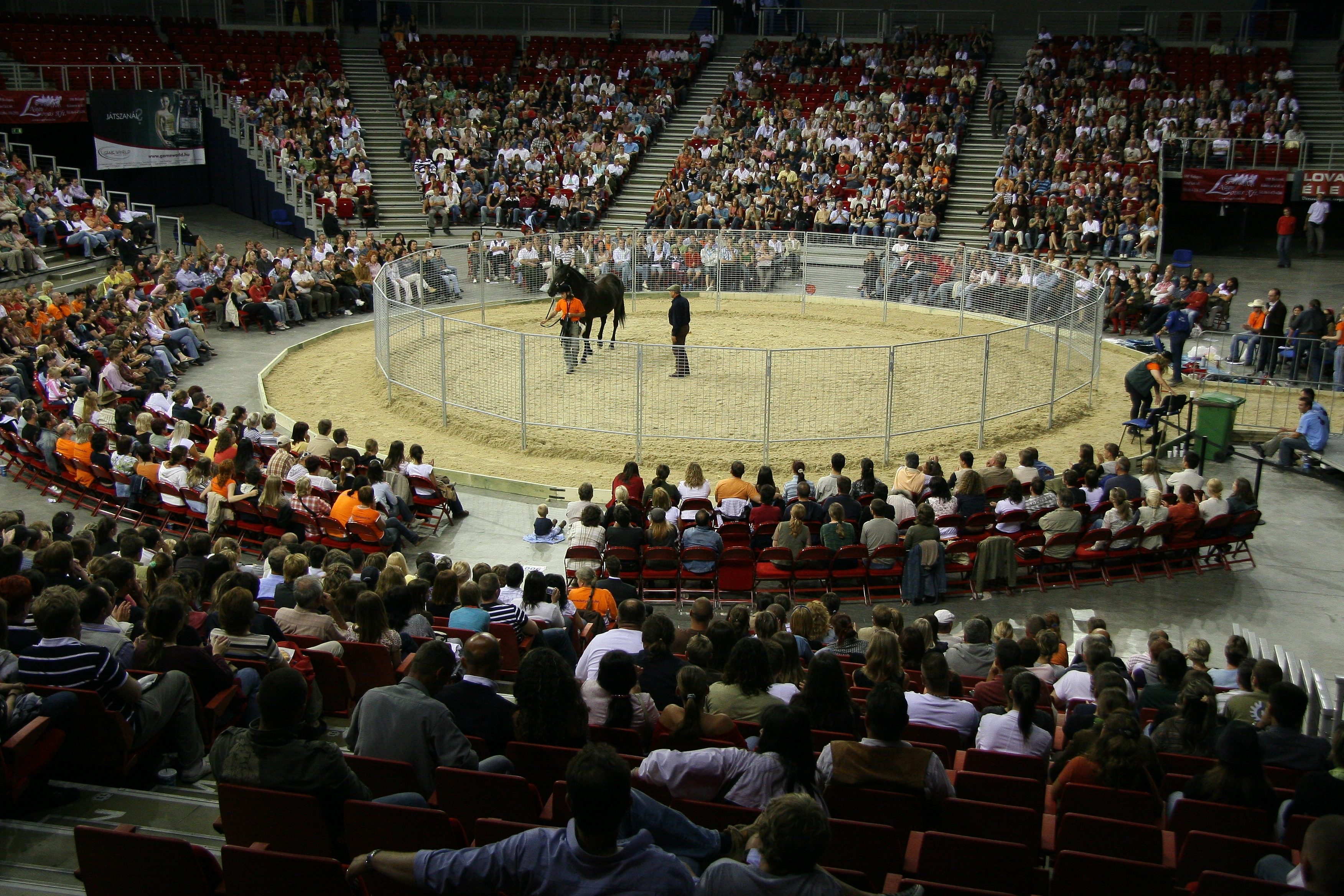
Monty Roberts en démonstration du « join-up ».

Vous lisez un « bon article » labellisé en 2015.
L'équitation éthologique, aussi appelée équitation naturelle ou  équitation comportementale, est le dressage équestre inspiré de l'éthologie équine, consistant à interagir avec un cheval tout en prenant en compte les particularités psychologiques de l'animal. Elle connaît une vague d'engouement dans les pays occidentaux grâce au succès du livre et du film L'Homme qui murmurait à l'oreille des chevaux.
Ses principes proviennent de cavaliers américains nommés les chuchoteurs, pour la plupart anciens champions de rodéo. L'équitation éthologique est influencée par une vision populaire poétique des autochtones d'Amérique, mais elle s'appuie davantage sur l'héritage des vaqueros. Les pionniers sont Bill et Tom Dorrance, puis leur élève Ray Hunt. Les années 1990 et 2000 sont marquées par les succès de Monty Roberts avec sa technique dite du « join-up », et de Pat Parelli avec ses « sept jeux ». Tous deux font l'objet d'une importante couverture médiatique. Beaucoup d'enseignants développent leurs méthodes d'approche. L'équitation éthologique repose sur des principes de non-violence et de prise en compte du statut d'animal-proie du cheval. Le but est de persuader l'animal d'obéir en douceur, plutôt que de le forcer ou d'entrer dans une relation conflictuelle. Pour cela, le pratiquant recourt à de nombreux exercices à pied et à des matériels d'équitation spécifiques tels que le licol éthologique. À terme, les enseignements permettent de monter à cheval et de diriger sa monture sans mors ou avec une simple corde (appelée cordelette) autour de l'encolure.
L'équitation éthologique fait l'objet de nombreuses critiques en ce qui concerne le manque d'académisme de ses méthodes et la revendication de principes déjà connus et appliqués par les maîtres d'équitation classique. Bien que ses enseignants obtiennent des résultats, leurs principes théoriques sont scientifiquement invalides au regard de l'éthologie équine. Certaines démonstrations de chuchoteurs font appel à des mises en scène proches de la prestidigitation et ont des visées commerciales, amplifiées notamment par la mise en place de gradations dans l'enseignement.

## Terminologie
Le terme d'« équitation éthologique » s'est récemment imposé pour désigner cette pratique, après de nombreuses critiques. La difficulté était de trouver une juste traduction du terme américain d'origine, « natural horsemanship ». Le nom d'« équitation naturelle » est parfois employé. La principale difficulté posée par cette dénomination est qu'elle est fréquemment galvaudée. En effet, l'éthologue est un scientifique, tandis que l'enseignant d'équitation éthologique n'a pas les mêmes compétences ni le même vocabulaire. La plupart des éthologues équins souhaitent pouvoir maintenir une distinction claire entre leur domaine de recherches, et l'enseignement d'une équitation dite « éthologique »,.
Le nom de « chuchoteur » a été popularisé pour désigner les enseignants de l'équitation éthologique, sous l'influence du terme américain « horse whisperer » qui signifie littéralement « murmureur aux chevaux ». Cette légende popularisée par le roman et le film L'Homme qui murmurait à l'oreille des chevaux n'est pas exacte, puisque l'équitation éthologique se pratique surtout à l'aide du langage du corps, et ne comporte pas de chuchotements à l'oreille. Le terme « horse whisperer » est employé la première fois pour un dresseur irlandais, Daniel Sullivan. Cet illettré se fait enfermer avec des chevaux indomptables. Après quelques heures où on l'entend vaguement murmurer, il ressort avec un cheval calme et confiant. Comme il n'a pas laissé d'écrit, nul n'a jamais rien su de sa méthode, d'où le surnom de « chuchoteur ». En se basant sur cette légende, ce surnom est donné par la suite à tous les dresseurs de chevaux « faiseurs de miracles », en particulier aux États-Unis, bien que la majorité des enseignants d'équitation éthologique jugent ce nom mal adapté. En France, le périodique Cheval Magazine a dans un premier temps inventé le terme de « nouveaux maîtres » pour désigner les enseignants de l'équitation éthologique. Cette dénomination a été ensuite abandonnée, les années passant.
L'expression « équitation comportementale » est, d'après Guillaume Henry, synonyme d'« équitation éthologique ».

## Histoire
Si l'origine de l'équitation éthologique est ancienne, son histoire ne débute véritablement qu'au dernier quart du XXe siècle, dans l'Ouest des États-Unis. Par le passé, plusieurs dresseurs et écuyers ont employé des méthodes de dressage douces, mais sans parvenir à les faire adopter en masse. Le principe du traitement des chevaux avec douceur est connu des grands écuyers dès l'Antiquité : Xénophon conseille déjà l'utilisation du conditionnement opérant, et connaît l'importance de récompenser plutôt que de punir. La plupart des maîtres d'équitation de tradition française (La Guérinière, Baucher...) conseillent aussi d'observer le comportement du cheval en liberté et d'éviter toute brutalité.

### Origine

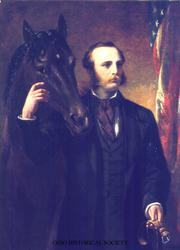
John Solomon Rarey est précurseur de l'équitation éthologique

D'après le docteur en sciences de l'éducation Patrice Franchet d'Espèrey, l'équitation éthologique est « révélatrice d'un vieux rêve qui hante le plus profond de l'homme », résultat d'une quête de la « centaurisation » permanente chez les cavaliers. Elle est influencée par la vision occidentale populaire des amérindiens comme peuple cavalier réalisant une véritable fusion avec sa monture, et par là avec la nature. Pour Jean-Louis Gouraud et l'éthologue Marthe Kiley-Worthington, l'Américain John Solomon Rarey est le premier à appliquer les principes de l'équitation éthologique. En 1858, sur la base de l'observation du comportement du cheval, cet homme gagne la confiance d'animaux réputés indomptables, obtenant un immense succès populaire et commercial. Jean-Pierre Digard soutient également que Rarey est précurseur des enseignants d'équitation éthologique américains de la fin du XXe siècle, dont il applique déjà certaines méthodes. On retrouve les mêmes principes dans les ouvrages de « chuchoteurs » plus récents.
Les pratiquants d'équitation éthologique du Montana, aux États-Unis, revendiquent l'héritage des vaqueros du Mexique et de la Californie, non celui des Amérindiens, dont les méthodes de dressage restent inconnues. L'éthologie équine suit un courant de sensibilisation envers le traitement réservé aux chevaux, entamé depuis le basculement de l'utilisation du cheval de la sphère militaire vers les activités de loisir, accompagnant aussi la recherche, pour les cavaliers, de contacts avec le cheval plutôt que d'exercices d'équitation. L'éducation entre également en compte : aux États-Unis, les personnes qui travaillent au quotidien avec des animaux n'ont longtemps eu aucun accès aux connaissances permettant d'appréhender la psychologie du cheval. Dans ce contexte, la recherche d'une « équitation alternative » prend tout son sens : les chuchoteurs « occupent un créneau laissé vacant par l’équitation classique [et] apportent une réponse à des questions restées en suspens ». La prise en compte de la psychologie du cheval dans le cadre de l'équitation est en effet très récente, malgré de nombreuses preuves de la nécessité de l'intégrer, accumulées tout au long de l'histoire de la relation humain-cheval.

### Apparition et diversification des pratiques

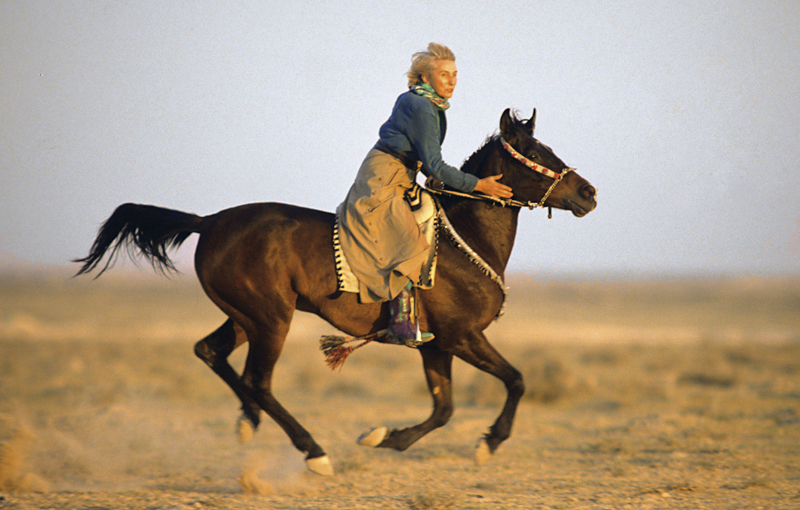
Linda Tellington-Jones, enseignante d'équitation éthologique, montant un cheval sans mors en Syrie.

Les premiers pratiquants connus de l'équitation éthologique moderne sont issus de l'Ouest américain, une bonne part d'entre eux étant d'anciens compétiteurs et champions de rodéo. Ils proviennent du Nord-Ouest Pacifique et des Montagnes Rocheuses, où la tradition des buckaroo (ou vaqueros) est influente. Selon eux, ils développent des méthodes de dressage douces par réaction envers les pratiques traditionnelles des cow-boys, qui « brisent les chevaux », afin de proposer une alternative à l'équitation western classique. Les pionniers sont Bill et Tom Dorrance, deux frères qui tirent leurs connaissances des traditions buckaroo transmises dans le Grand Bassin des États-Unis, et mettent en place les premiers stages itinérants du genre pour transmettre leur savoir, les clinics. Leur disciple Ray Hunt est particulièrement influencé par leur enseignement. Ray Hunt a une influence déterminante à son tour sur Buck Brannaman. Beaucoup d'enseignant d'équitation éthologique moderne se réclament de l'héritage des frères Dorrance et de Ray Hunt, certains d'entre eux ayant été directement formés. Viennent ensuite Monty Roberts, John Lyons, Andrea Fappani, Klaus Ferdinand Hempfling et Pat Parelli, le plus célèbre dans les années 2000.
Depuis les années 1980, ce courant équestre s'impose progressivement, et le savoir qu'il véhicule se codifie. Le décollage survient en 1995 aux États-Unis, avec la parution du roman The Horse Whisperer (en français, L'Homme qui murmurait à l'oreille des chevaux) et surtout du film de Robert Redford qui en est tiré, popularisant la pratique et les principes de l'équitation éthologique auprès d'un large public. La parution américaine de l'autobiographie de Monty Roberts, en 1997, accroît le phénomène. Les premiers articles de presse sur le sujet sont publiés en France en 1996, Cheval Magazine présente ces dresseurs « hors norme » comme les « nouveaux maîtres » de l'équitation. Les enseignants d'équitation éthologique acquièrent alors une renommée internationale, aussi bien en Amérique du Nord (surtout aux États-Unis) qu'en Europe, en l'espace de quelques années. Les praticiens de haut niveau tels que Monty Roberts et Pat Parelli développent une vision commerciale de leurs méthodes et la propagent à travers des livres, des apparitions à la télévision, des spectacles et d'autres médias. La démonstration fructueuse de Monty Roberts auprès de la reine d'Angleterre Élisabeth II (1996) ancre définitivement cette pratique dans les îles britanniques.
De 1998 à 2000, Pat Parelli et John Lyons donnent de nombreux stages en Europe. Leur sens du marketing et leur « look cow-boy » suscitent la curiosité. Leurs démonstrations attirent chaque fois un public très nombreux. Il faut attendre 1999 pour que les premiers ouvrages d'équitation éthologique soient traduits en langue française. Cela entraîne une nouvelle curiosité envers les pratiques équestres des peuples amérindiens.

### Raisons du succès
Plusieurs facteurs expliquent le succès rapide de l'équitation éthologique. Des méthodes marketing à l'américaine, très efficaces, sont déployées et appliquées : en France, Pat Parelli crée au haras de la Cense le premier centre d'équitation éthologique du pays et « révolutionne » la pratique équestre française,. Le Dr Robert M. Miller estime (tout comme Jean-Pierre Digard) que la féminisation de l'équitation compte pour beaucoup : si les hommes issus du milieu western ont lancé le mouvement, les femmes se sont chargées de le populariser et de le faire prospérer. Une autre part du succès de cette équitation réside dans le fait que les nouveaux maîtres sont capables de « redresser en douceur » les chevaux difficiles ou souffrant de troubles du comportement. Or, les cavaliers ont toujours été à la recherche de ce type de méthodes s'ils sont confrontés à un cheval récalcitrant. Jean-Pierre Digard conclut que son succès s'explique parce qu'elle est « dans l'air du temps », les cavaliers souhaitant un cheval qui montre son plaisir d'obéir en toute liberté. L'époque est favorable au concept de « naturel » et met l'accent sur le bien-être du cheval, avec un réel désir d'être aussi naturel et attentionné que possible envers sa monture.

### Adoption en masse
L'équitation éthologique est désormais durablement installée parmi le paysage équestre, aussi bien nord-américain que français et européen. La pratique fait l'objet d'un important engouement depuis les années 2000. Des entraîneurs et cavaliers reconnus en sport équestre ou en spectacle y font appel. Le cavalier professionnel italien Luca Moneta et la médaillée d'or de dressage aux Jeux paralympiques d'été de 2008 Lauren Barwick revendiquent l'utilisation de la méthode Parelli comme un élément important dans la formation de leurs chevaux. Le cavalier français Michel Robert fait partie des premiers en France à employer un licol éthologique. La formation en équitation éthologique a été codifiée. L'université du Montana propose une formation en quatre ans débouchant sur le seul diplôme d'équitation éthologique disponible aux États-Unis. Le succès populaire de l'équitation éthologique a poussé la Fédération française d'équitation à en intégrer une synthèse parmi ses examens fédéraux et ses disciplines équestres. Elle organise la formation et l’évaluation de pratiquants licenciés. Cette formation est déclinée en 5 « Savoirs » visant à affiner la communication homme-cheval, aussi bien en selle qu'à pieds. Ce programme fédéral inclut surtout trois domaines : observation du cheval, soins et équitation.
Le Haras de la Cense devient en 2003 le premier opérateur d'éthologie reconnu par la Fédération française d'équitation (FFE)[réf. souhaitée]. L'équitation éthologique a provoqué un profond changement culturel dans le monde équestre occidental, particulièrement en ce qui concerne le cheval de loisir. Elle ne constitue pas une manière « traditionnelle » de travailler avec des chevaux. La pratique contribue à fracturer le monde équestre, ses pratiquants jugeant souvent les méthodes équestres antérieures (en particulier les leçons d'équitation données en centre équestre sur un cheval inconnu) comme étant cruelles ou mal adaptées : 70 % de pratiquants interrogés au Royaume-Uni sur leur perception de l'équitation éthologique estiment que l'enseignement de l'équitation habituellement dispensé en centre équestre ne respecte pas la nature du cheval et serait « mauvais » pour lui. La communauté des pratiquants d'équitation éthologique met l'accent sur un compagnonnage fort avec un cheval particulier, sur le fait de devenir un réel partenaire et d'apprendre le langage de leur animal. Beaucoup témoignent avoir vécu la modification de leur relation avec les équidés comme une « révélation ». L’émergence de cette nouvelle communauté équestre s'est accompagnée d'un changement dans la commercialisation des produits d'équitation, et d'un renforcement de l'attention accordée au bien-être du cheval.

## Description

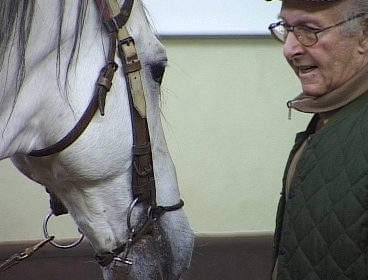
En équitation éthologique, l'homme doit apprendre à « penser cheval ».

L'équitation éthologique est la mise en pratique (par le « chuchoteur ») de méthodes d'équitation inspirées de l'observation du comportement du cheval sauvage dans la nature, ou bien des travaux et découvertes des éthologues sur les chevaux. Elle se veut être une équitation plus respectueuse, tenant compte de la psychologie de l'animal ainsi que de son corp par le biais de l'éthologie équine, l'étude du comportement du cheval. En prenant en compte les particularités psychologiques, l'éthologie donne un nouvel éclairage sur la relation homme-cheval. Certains spécialistes, comme le vétérinaire américain Robert M. Miller, voient dans l'équitation éthologique une « approche révolutionnaire » car basée « pour la première fois » sur la douceur et la persuasion : il s'agit de demander au cavalier de s'adapter aux particularités du cheval, et non l'inverse. Dans les faits, si les bons enseignants d'équitation éthologique obtiennent des résultats remarquables, les hypothèses et le référentiel théorique qu'ils défendent sont pour la plupart sans fondement scientifique.
Les « nouveaux maîtres » de l'équitation éthologique ont démontré leur fiabilité pour ce qui est de « redresser en douceur » les chevaux effrayés et rebelles. Bien que leurs théories et méthodes soient multiples, elles reposent sur de grands principes communs : l'importance accordée au travail en liberté, une communication gestuelle claire, laisser au cheval une possibilité de fuir, la mise en place d'un rapport de dominance, pousser le cheval à rechercher spontanément un contact humain, enfin le refus de toute violence,. La plupart des enseignants (Pat Parelli, John Lyons, Chris Irwin...) s'accordent pour dire que les problèmes relationnels entre cavaliers et chevaux proviennent du fait que l'homme se comporte comme un « prédateur ultime », tandis que le cheval serait une « proie ultime »,. Mark Rashid et Chris Irwin insistent sur le fait qu'un cheval « ne ment jamais », c'est-à-dire qu'il ignore la notion de tromperie, et se montre toujours franc dans son comportement. L'humain doit donc apprendre le mode de communication du cheval pour comprendre et anticiper ses réactions. Cependant, ce principe ne peut théoriquement fonctionner que si le cheval perçoit l'humain comme un membre de sa propre espèce, ce qui n'est pas scientifiquement démontré.
L'enseignement de l'équitation éthologique à but sportif tient compte de l'éthologie du cheval dès les premières approches. Tout repose sur la prise en compte du statut d'animal proie émotif et peureux. Il s'agit de garder en permanence à l'esprit le fait que le cheval va d'abord rechercher son confort, sa sécurité, puis des relations. L'homme se pose en « leader » vis-à-vis du cheval. L'apprentissage s'effectue via le renforcement négatif, toute situation non désirée étant rendue inconfortable pour lui, toute situation désirée étant rendue au contraire plus confortable. Le but est d'employer le langage corporel du cheval pour lui faire comprendre que l'humain est à la fois son leader et son allié.

### Travail à pied

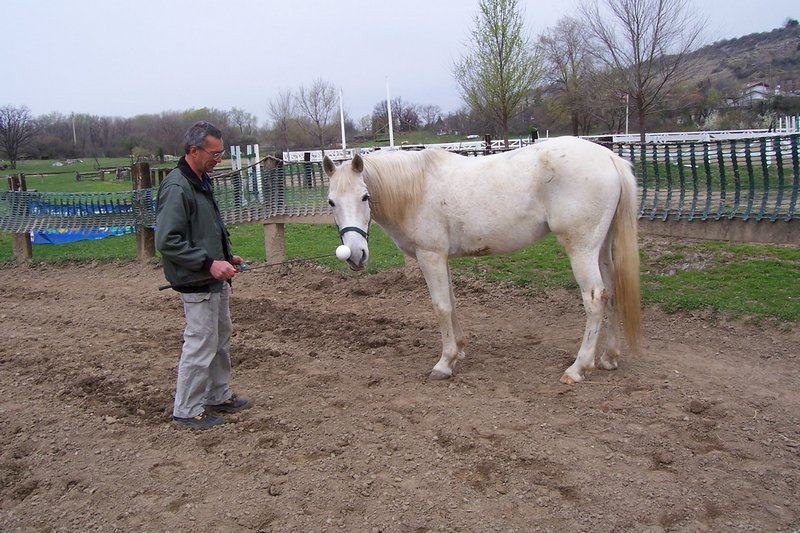
Travail à pieds et désensibilisation d'un cheval gris, en Italie.

Un point important en équitation éthologique est le travail à pieds, qui est fortement conseillé avec notamment des exercices et des jeux entre le cheval et son cavalier, visant à rendre le cheval plus sûr et à le préparer avant le travail monté.
Un exercice d'éthologie simple à pratiquer avec les jeunes chevaux non-encore débourrés consiste à s'avancer vers eux puis à reculer, pour les rassurer. Une variante est de s'approcher du cheval avec un objet qui lui est inconnu, puis de le jeter au loin, rassurant ainsi le cheval sur la menace représentée par l'objet en question. Le travail à pieds inclut aussi des manipulations, et se révèle plus proche de l'agility canin que de la pratique traditionnelle de l'équitation. Il comprend, entre autres, un dressage permettant de faire venir librement le cheval à soi grâce à la voix ou à un signe. Le moment du pansage est extrêmement important car il permet de renforcer le lien en permettant à l'homme de procurer du plaisir à l'animal.
L'application de la communication gestuelle avec le cheval n'est possible que pendant le travail à pieds, c'est aussi à ce moment-là que le cavalier se doit d'adopter une attitude de « dominant ». Cette attitude passe par des mouvements francs et décidés, par exemple en s'approchant du cheval, mains jointes derrière le dos, et en avançant légèrement la tête pour mimer la prise de contact que le cheval effectue souvent avec son nez.

### Matériel utilisé

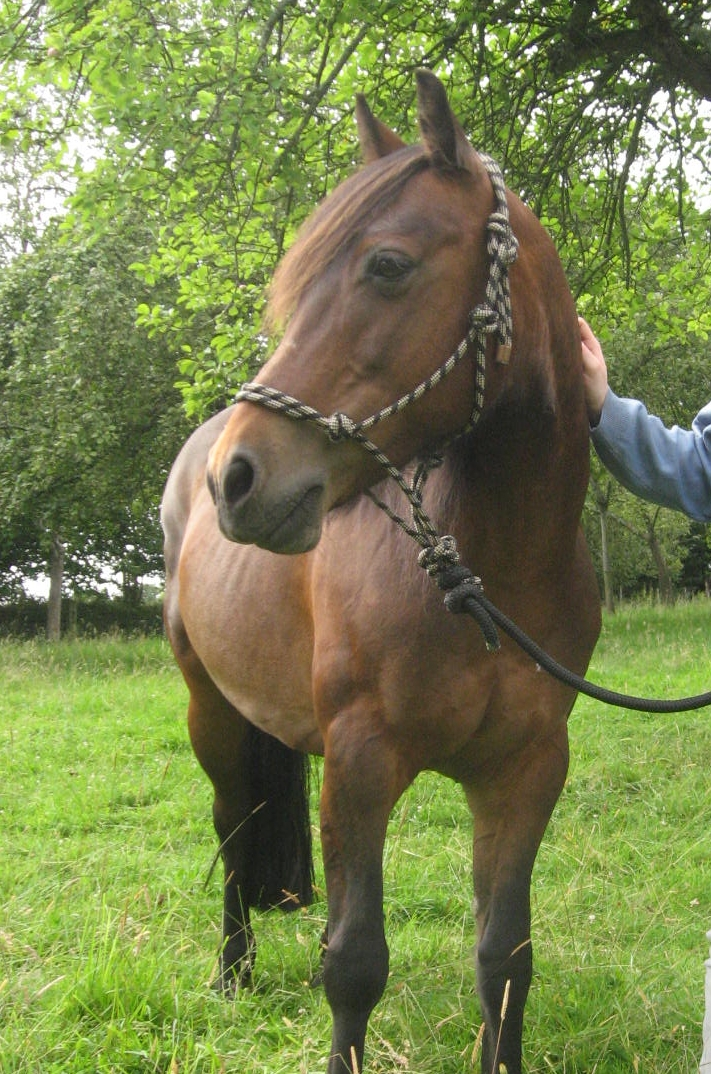
Cheval équipé d'un licol de corde.

Les dresseurs éthologiques sont souvent en recherche d'un matériel le plus « naturel » possible, notamment par l'abandon du ferrage, de la cravache, des éperons et de certains mors. Des matériaux légers sont souhaités pour approcher le cheval (en évitant l'usage de la bride), comme des licols de corde dits « éthologiques », des brides sans mors ou une simple cordelette autour de l'encolure du cheval. Bon nombre de cavaliers souhaitent ainsi monter leurs chevaux en liberté. D'après les enseignants de ces méthodes, il n'est pas rare de voir les cavaliers monter leurs chevaux avec un licol dit « éthologique » et une longe en corde, voire sans rien (comme le font Klaus Ferdinand Hempfling et Jean-François Pignon) après plusieurs mois de travail. Cependant, les dresseurs ne rejettent pas obligatoirement tous les outils de l'équitation classique. Aussi, ils peuvent utiliser un filet muni d'un mors simple (certains, comme Elisabeth de Corbigny, préfèrent utiliser les mors à aiguilles). Plus le mors de filet est sophistiqué, plus il est considéré comme douloureux et contraignant pour le cheval. Concernant le choix de la selle, il n'y a pas de recommandation particulière. Certains préfèrent les selles sans arçon ou la monte à cru. Les selles sans arçons peuvent être mauvaises pour préserver le dos des chevaux, tout comme une monte abusive à cru.
Un aspect important est la tendance à re-nommer des outils déjà connus des pratiques d'équitation plus classiques, ou à leur attribuer une autre fonction que l'habituelle (par exemple, une cravache devient un stick et ne sert plus à punir ou mettre le cheval en avant, mais à « prolonger le bras » du pratiquant). Ce re-nommage des outils est beaucoup critiqué par les opposants à l'équitation éthologique.

#### «Stick» ou «flag»
Le « stick » ou « flag » est un outil abondamment utilisé. Comparable à une cravache longue de dressage (rigide, le plus souvent en fibre de verre et d'environ 1,50 m, avec un carré de tissu ou de cuir au bout), il est surtout employé comme prolongement du bras lors des exercices au sol avec l'animal, et non comme un outil de punition. Il est utilisé de différentes manières suivant l'effet demandé : prolongement du bras pour faciliter une demande gestuelle à distance, simple toucher à un endroit précis pour souligner un ordre ou encore tapotement plus énergique pour l'imposer. Il peut servir à caresser ou même à chasser les mouches. Pat Parelli a popularisé le nom de « carrot stick » (« bâton-carotte »), car il peut être également employé pour récompenser le cheval.

#### Licol éthologique

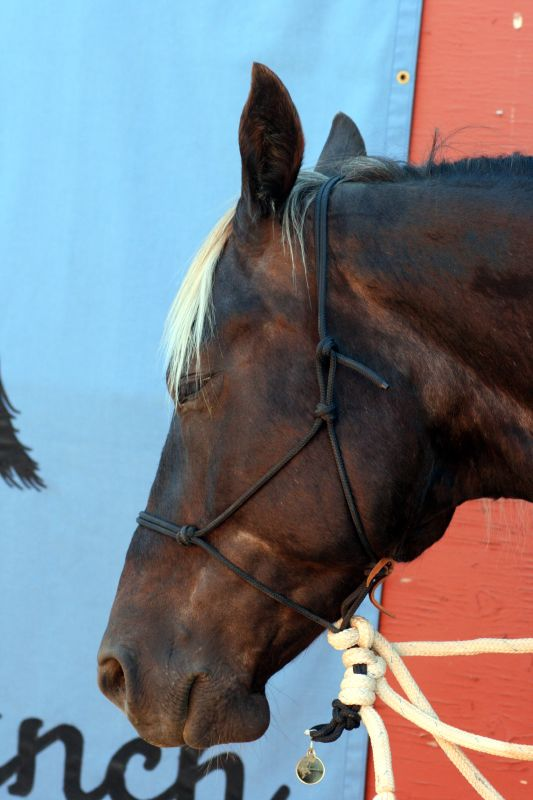
Cheval du Kentucky équipé d'un licol éthologique.

Le licol « éthologique » est conçu pour inciter le cheval à ne pas s'appuyer dessus, car la section de la corde est plus fine derrière les oreilles que pour les licols en nylon ou en cuir. Le cheval est incité (ou contraint) à céder aux points de pressions qui sont répartis sur des endroits stratégiques de sa tête. S'il prend appui sur le licol et résiste, il s'inflige lui-même la pression de la corde derrière ses oreilles et donc une douleur. Toute action abusive de traction du licol par le cavalier devient contraignante pour le cheval qui se voit obligé de réagir à la moindre pression du licol pour ne pas avoir mal. La « légèreté » du licol de corde n'est évidente que si l'utilisateur s'en sert à bon escient et en connaît les réglages, d'où de nombreux abus. Les équipementiers équestres se sont adaptés à la demande et à la mode, ils sont désormais nombreux à proposer ce type de licol.

#### Éperons

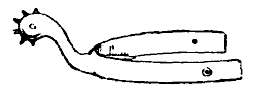
Éperon à molette de type western.

Les éperons sont considérés comme un outil acceptable en équitation éthologique, dans la mesure où ils sont employés pour donner des indications au cheval et travailler sa latéralisation, non pour lui infliger une douleur inutile. Pat Parelli recommande d'utiliser un modèle peu pointu, et s'en sert comme prolongement de la jambe, uniquement lors de sa 4e phase de demande. D'après lui, bien souvent, il n'est nécessaire de les utiliser qu'une seule fois. Le cheval choisit par la suite d'obéir sans être contraint de le faire.

### Méthodes
Les enseignants d'équitation éthologique ont développé diverses méthodes d'approche, auxquelles ils donnent souvent leur nom. Il est conseillé de choisir l'une d'elles et de s'y tenir plutôt que d'en mélanger plusieurs, ce qui est préjudiciable.

#### Méthode Monty Roberts

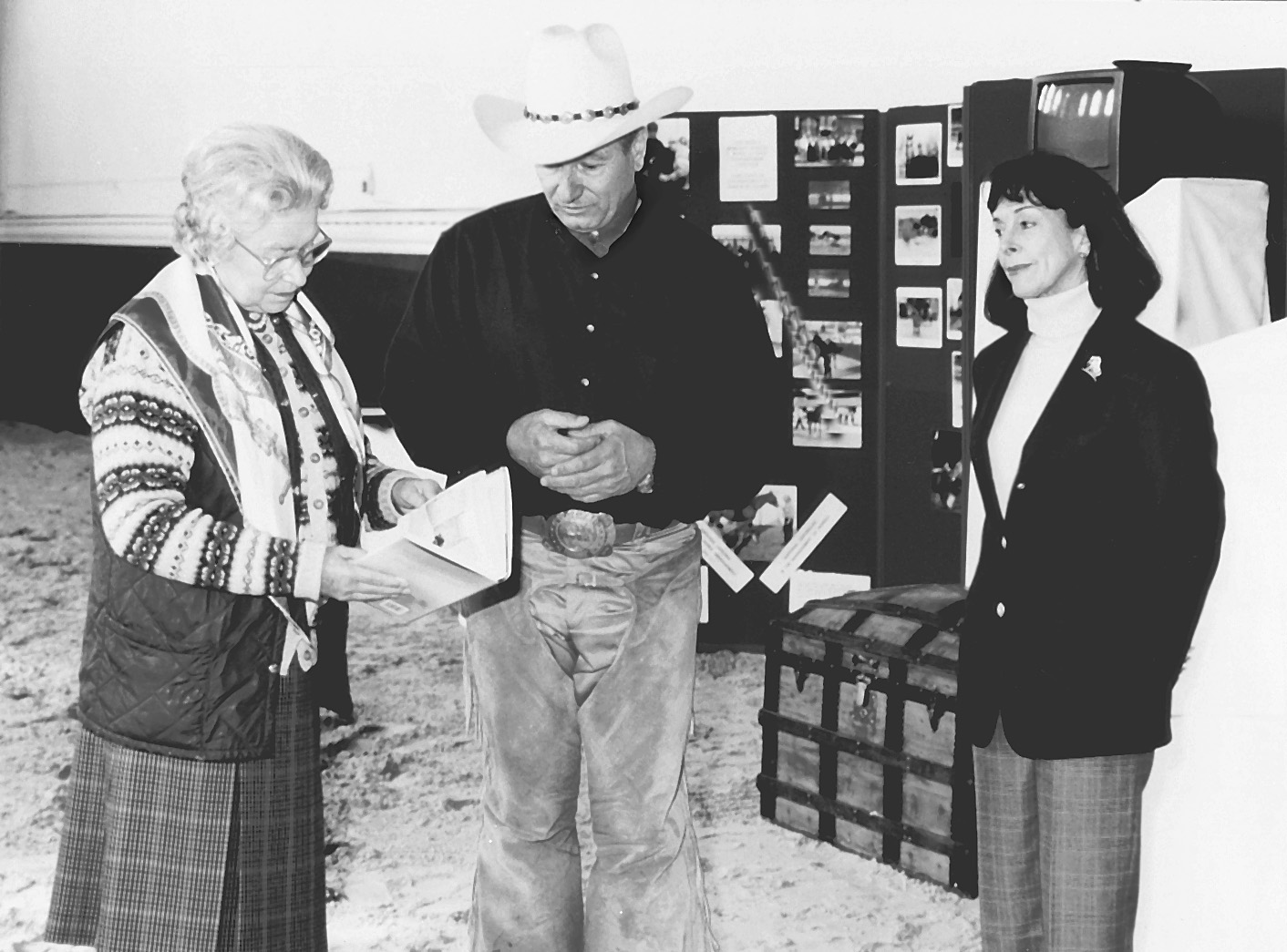
Monty Roberts rencontrant la reine d'Angleterre Élisabeth II, en 1996.

Monty Roberts (né en 1935) est connu notamment pour ses démonstrations en public de la technique du consentement (en anglais « join-up »), qui consiste à proposer au cheval de venir rejoindre son maître de son plein gré. Pour réaliser un join-up, le cheval est placé dans la même situation qu'un poulain réprimandé par une jument alpha. Il est chassé du rond de longe et « poussé » par le dresseur à tourner en rond, n'ayant pas d'autres endroits où aller. Le dresseur maintient la pression par son attitude (fixation de l’œil, gestes francs de rejet) et lui coupe la route si nécessaire. Il est bon de changer de main (de sens) de temps à autre. Au bout d'un moment, le cheval envoie différents signaux et finit par courber l'échine, puis l'allonger et mâchouiller au ras du sol, démontrant qu'il est soumis et inoffensif, reconnaissant alors l'humain comme son dominant. Le dresseur doit alors s'arrêter, tourner le dos au cheval, et celui-ci viendra vers son dresseur qui demeure tout à fait immobile, posera ses naseaux à la base du cou du dresseur, comme le font deux chevaux connus lorsqu'ils se rencontrent, sans plus montrer de signes de rébellion. Le join-up repose sur l'adoption successive d'un comportement d'autorité hostile ou de prédateur, puis sur une attitude passive dès que le cheval s'est soumis de lui-même, reconnaissant l'humain comme son chef de harde. L'exercice ne devrait pas durer plus de vingt minutes lorsque bien mené. Il est déconseillé de tenter d'obtenir un join-up sans une solide expérience équine, de nombreux cavaliers faisant tourner leur cheval dans un rond de longe pendant des heures, le fatiguant et le plaçant dans une situation de stress, sans obtenir les signaux de soumission.
Monty Roberts a également théorisé le concept de « langage Equus », pour désigner la communication corporelle du cheval. Il acquiert une renommée mondiale grâce à ses démonstrations de dressage de chevaux difficiles, en particulier celle qu'il donne en présence de la reine d'Angleterre Élisabeth II en 1996. Cependant, certaines méthodes de Monty Roberts font polémique, notamment en raison du fort taux de stress mesuré chez les chevaux. Des soupçons pèsent également sur la véracité des récits de dressage qu'il raconte.

#### Méthode Parelli ou PNH
Pat Parelli (né en 1954) a développé une méthode dite PNH, pour Parelli Natural Horsemanship. Elle repose plus particulièrement autour de sept jeux (jeu de la gentillesse, jeu de la conduite, jeu du porc-épic, jeu du yo-yo, jeu du cercle, jeu du déplacement latéral, jeu du passage étroit ) que le cavalier se doit de proposer à sa monture, afin d'éveiller son intérêt et sa complicité. Lorsque le cavalier demande quelque chose au cheval (comme faire un pas en avant), l'animal est libre de choisir à quelle phase il va obéir, car la demande se déroule sur une « échelle de fermeté » : douce à la première phase (position du corps du cavalier favorable à l'exécution), puis de plus en plus ferme (voix, pression des jambes), jusqu'à l'utilisation mesurée des éperons (ou parfois d'une claque sur la croupe si le cheval refuse toujours d'obéir) en dernière phase (la 4e). La méthode Parelli utilise une échelle dans la relation humain-cheval, qui va du niveau 1 (le partenariat) au niveau 10 (le mythe du centaure). Elle est critiquée en raison de son côté « taille unique », d'un risque de dérives sectaires et de théories pseudo-scientifiques, en particulier pour ce qui concerne les différences supposées entre le cerveau gauche et le cerveau droit du cheval. Elle a cependant démontré une réelle efficacité. Cette méthode est notamment retenue par la Fédération française d'équitation pour les diplômes d'équitation éthologique. Au Royaume-Uni, 70 % des pratiquants d'équitation éthologique interrogés dans le cadre d'une étude suivent ou ont suivi la méthode Parelli (en 2007).

#### Méthode Miller
Le vétérinaire américain Robert M. Miller (né en 1927) est en quelque sorte le « porte-parole scientifique » du mouvement de l'équitation éthologique. Il a mis au point une méthode nommée imprint training (traduite par « imprégnation comportementale » ou « désensibilisation »). Elle consiste à manipuler le poulain juste après sa naissance, si possible avant qu'il ne se lève, en le caressant sur tout le corps, en faisant bouger ses articulations et en introduisant des doigts dans ses orifices naturels. Par la suite, des séances de travail avec le poulain visent à lui faire accepter le licol et à l'habituer à ressentir un poids sur le dos. Miller conseille également d'habituer les jeunes poulains à porter des entraves aux quatre membres, pour les désensibiliser à l'immobilisation. La méthode Miller favoriserait la création d'un lien entre le cavalier et le cheval.
Cependant, de nombreuses personnes contestent son efficacité, y compris d'autres vétérinaires,. L'emploi d'entraves pour obtenir la soumission du cheval est considéré comme contraire aux principes de l'équitation éthologique. La méthode Miller est controversée aux États-Unis, en raison de son aspect intrusif et d'un développement de l'agressivité constaté chez certains poulains. La méthode Miller (ou du moins, la manipulation précoce du poulain) est cependant pratiquée dans de nombreux élevages en France.

#### Méthode Tellington

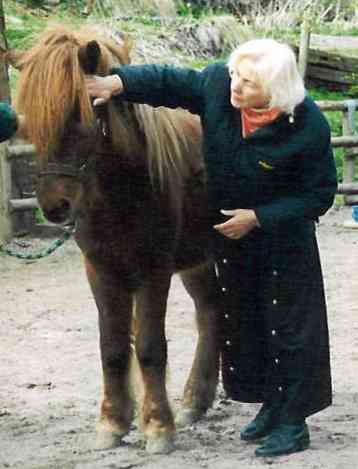
Linda Tellington-Jones pratiquant la « TTouch » sur un poney.

Linda Tellington-Jones (née en 1937) a développé une technique nommée « TTouch », consistant à éduquer le cheval avec de nombreux effleurements, des caresses et des massages en cercle, pour augmenter sa confiance et lui rendre le travail agréable,. D'après ses partisans, la méthode Tellington permet à la fois de débourrer les jeunes chevaux et de rééduquer les chevaux rétifs en faisant disparaître le stress et certains problèmes (de dos, de raideur, de baisse de performances...). Elle serait également efficace pour d'autres animaux, notamment les chiens.

#### Méthode La Cense
La Méthode la Cense est, à l’origine, issue de l’enseignement de Parelli. La Méthode la Cense propose désormais un programme de formation du cheval et du cavalier. Sa progression d’exercices, structurée en 8 degrés, vise à développer la relation homme-cheval. D'après ses partisans, la méthode La Cense permet d’appréhender l’équitation de façon globale. En ajoutant aux techniques de base une véritable sensibilisation au cheval, elle permet de mieux connaître sa monture, la comprendre et partager avec elle, pour plus de plaisir, plus de performance et plus de sécurité[non neutre].

#### Autres méthodes
Il existe de nombreuses autres méthodes, parfois inspirées de celles des fondateurs de l'équitation éthologique. Bino Jacopo Gentili, un enseignant italien, a développé la sienne qui s'appuie essentiellement sur le langage du corps, une façon d'appréhender l'équitation qui est aussi celle de Klaus Ferdinand Hempfling. La méthode Firfol est issue de l'enseignement de Parelli. Elisabeth de Corbigny a été formée par John Lyons et intègre aussi certains principes de l'équitation classique. La méthode Nicolas Blondeau est basée sur un débourrage inspiré de la médecine douce,. L'approche proposée par Véronique de Saint Vaulry repose sur des recherches personnelles (gestion de la peur, distances, contrats...), enrichies des courants américains et de l'équitation classique. Certains enseignants refusent d'être catalogués comme divulguant une « méthode ». Ainsi, l'Américain Mark Rashid a développé la notion de « leadership passif » et dispense des stages sans parler de « méthode ». Le vétérinaire américain Jaime Jackson milite pour que les chevaux soient mis « pieds nus » et se voient offrir des conditions de vie plus proches de l'état naturel. 
Il existe aussi un courant plus récent de pratiquants d'exercices d'équitation éthologique à pieds qui refusent toute équitation.

### Bénéfices et inconvénients
Les études sur les bénéfices de l'équitation éthologique restent rares. Bien que les pratiquants se montrent très enthousiastes, son influence sur le cheval se révèle ambivalente, et bien plus dépendante des qualités du pratiquant que de la méthode appliquée. Son application peut se révéler très bénéfique ou au contraire désastreuse pour le cheval.
Quelques études sur de petits échantillons ont porté sur l'efficacité de l'entraînement prenant en compte des principes éthologiques, par rapport aux techniques plus conventionnelles. Elles concluent que les exercices d'équitation éthologique sont plus efficaces pour tisser une bonne relation humain-cheval, et réduisent le stress des chevaux pendant l'entraînement, sans pour autant compromettre leurs performances,.
Dans la pratique, la mauvaise perception du bénéfice apporté par ce qui est « naturel » et l'opinion selon laquelle il faudrait supprimer un maximum d'équipement équestre conduisent certains pratiquants à supprimer du matériel et des aliments nécessaires à la bonne santé de leurs chevaux, en particulier pour les races de sang fragiles comme les Pur-sangs, qui ont besoin de porter une couverture et de recevoir des compléments alimentaires en hiver. Une controverse existe aussi au sujet des « pieds nus » préconisés par de nombreux enseignants « éthologiques ». Il arrive de constater des traitements assimilables à des maltraitances au nom de l'équitation éthologique.

### Autres applications

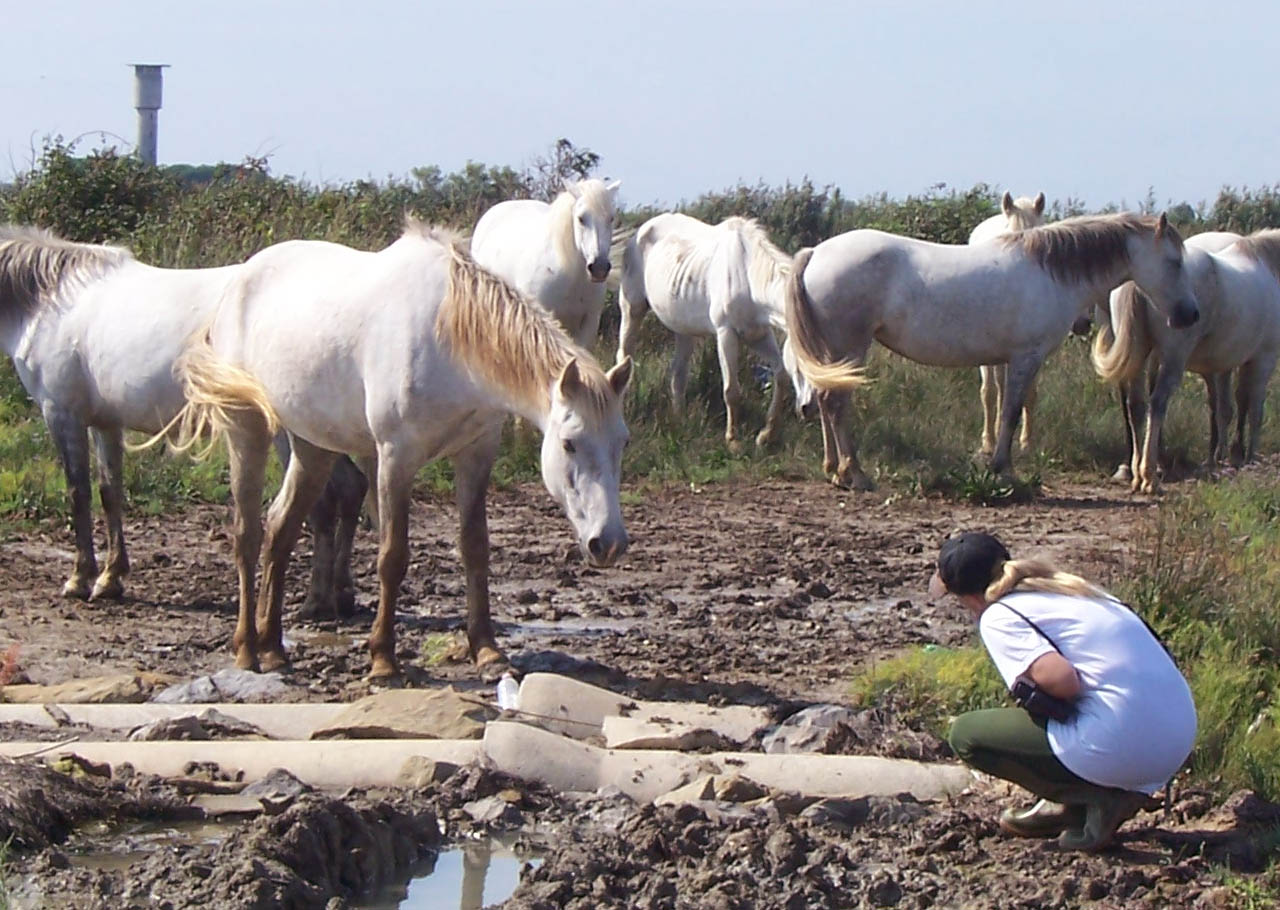
Approche d'un cheval semi-sauvage selon les principes de l'éthologie équine.

Le Dr vétérinaire Robert M. Miller estime que les découvertes d'équitation éthologique visant à établir un meilleur dialogue avec le cheval pourraient être appliquées pour travailler sur de meilleurs rapports humains. Ce principe est à l'origine du développement personnel par le cheval, dont le principe est d'observer le comportement des chevaux en liberté (notamment leur manière d'interagir) pour obtenir un statut de « leader » vis-à-vis d'autres personnes, grâce à la communication non-violente. Ainsi, la réalisation du join-up de Monty Roberts est une métaphore du leadership humain, de meilleurs résultats étant obtenus par la compréhension de l'autre que par l'usage de la force ou de l'agression.

## Critiques

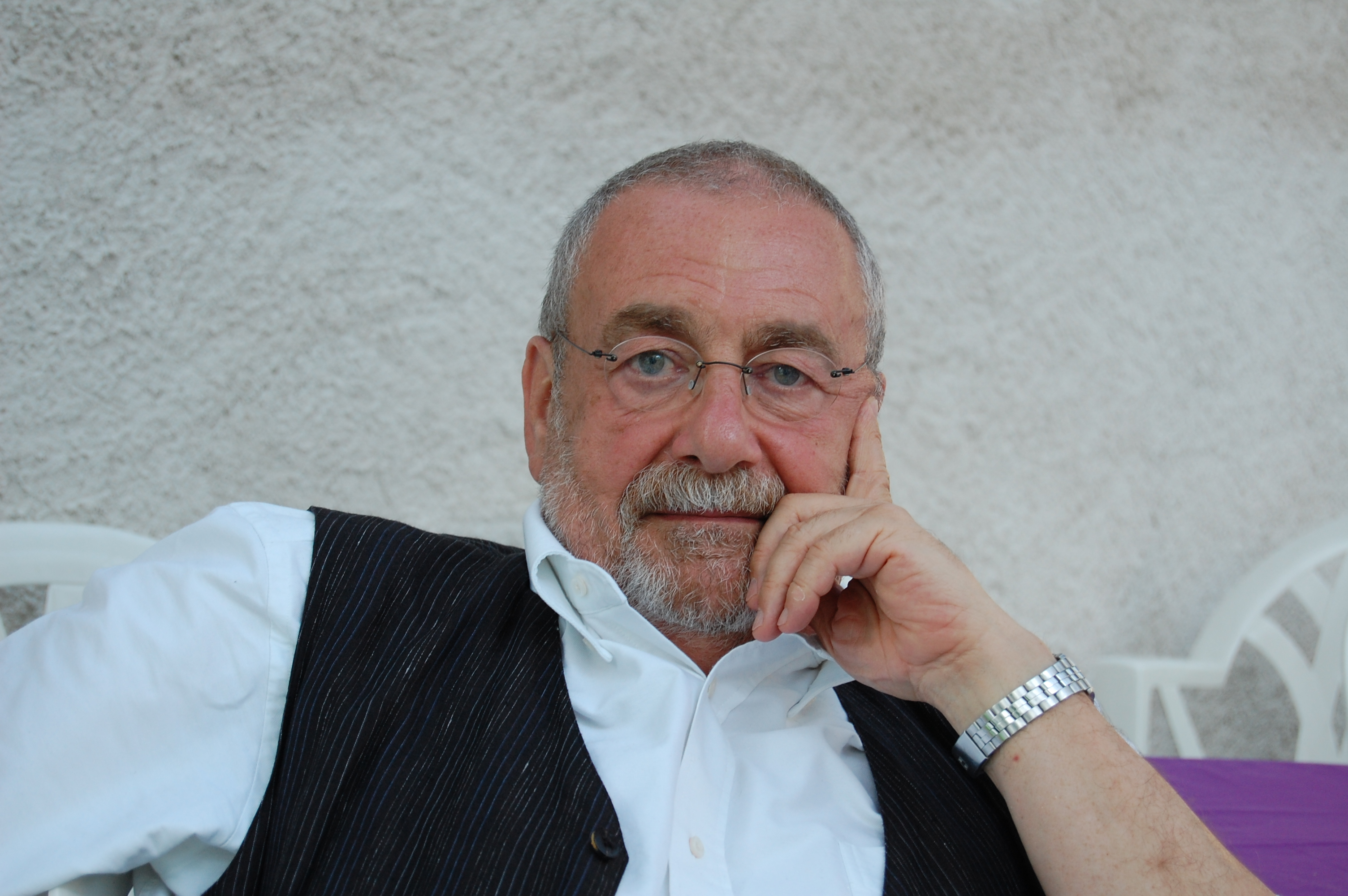
L'ethnologue Jean-Pierre Digard est très critique envers l'équitation éthologique.

L'équitation éthologique fait l'objet de nombreuses critiques, en particulier par les pratiquants de l'équitation classique. En France, l’ethnologue français Jean-Pierre Digard et le spécialiste de l'équitation portugaise Carlos Henriques Pereira se distinguent dans leur analyse. En plus de l'absence de bases scientifiques et de réelles nouveautés apportées, est mise en cause l'illusion donnée par certains enseignants d'équitation éthologique, grâce à une mise en scène apparentée à la prestidigitation, que le cheval n'est pas dominé par l'humain et garde le libre choix de réaliser ou pas les exercices qui lui sont demandés. Jean-Pierre Digard révèle à ce sujet que l’« équitation à mains nues » de Pat Parelli focalise l'attention du public sur la conduite du cheval sans les mains, en omettant la présence d'éperons à molettes fixés sur les bottes. L'utilisation même du mot « chuchoteur » vise à entretenir une certaine « magie » autour de cette pratique.
Jean-Pierre Digard voit aussi dans l'équitation éthologique un « flagrant sous-emploi du cheval inscrit dans un processus de régression des usages du cheval et de sa transformation en animal de compagnie ». Marc-André Wagner y voit une standardisation anglo-saxonne, sous l'effet d'une mode de « pseudo-équitation naturelle ». Les enseignants de l'équitation éthologique à Firfol se défendent de promouvoir le non-emploi du cheval, arguant que « si l'on veut vraiment être naturel avec le cheval, il faudrait le laisser au fond d'un pré et ne plus s'en occuper », ce qui équivaudrait à la disparition de l'équitation et à celle du cheval lui-même. Selon eux, beaucoup de personnes discréditent l'utilisation du mot « naturel ». Il s'agit simplement de pratiquer l'équitation de manière plus sympathique et agréable pour le cheval comme pour le cavalier.

### Bases scientifiques
L'une des plus fréquentes critiques de l'équitation éthologique est d'y voir une pratique dépourvue de bases scientifiques, ce qui explique que chaque enseignant ait « sa » méthode. Les publications au sujet de la technique sont généralement dépourvues de rigueur. Un exemple réside dans la croyance, colportée par de nombreux enseignants, qui fait du cheval une proie ultime et de l'humain un « prédateur ultime ». Cette idée n'est pas en phase avec les connaissances des hominidés, qui pour la plupart n'ont pas un comportement de « prédateur » inné, mais plutôt culturellement acquis. L’éthologue est un scientifique du comportement animal. Le recours au terme d'« éthologique » ne peut s'appliquer à de simples stages équestres encadrés par des enseignants diplômés d’équitation. En l'absence de codification et d'académisme, n'importe qui peut se revendiquer « chuchoteur ». Cette situation conduit à des dérives. Il est difficile de séparer les véritables enseignants d'équitation éthologique des charlatans et des escrocs qui profitent de l'engouement autour de cette équitation,. Ainsi, l'enseignant-chercheur en relation homme-animal Carlos Henriques Pereira voit dans la soif de communication avec le cheval une porte ouverte à toutes sortes de « gourous », depuis les faux psychologues jusqu'aux adeptes du paranormal.
Une émission sur Equidia fait valoir que si les défenseurs de l'équitation éthologique doivent encore rendre leur pratique plus académique pour que l'ensemble de la filière équestre la reconnaisse, « la sécurité, la constance et la fiabilité des performances ne sont plus à démontrer ».

### Absence de nouveauté
Un autre reproche concerne l'absence de réelle nouveauté dans l'enseignement de l'équitation éthologique. Pour Carlos Henriques Pereira, l'enseignement de Tom Dorrance, le plus ancien des « chuchoteurs » américains, n'apporte rien de nouveau à la « communication interspécifique homme-cheval ». Son disciple Ray Hunt se rapproche de l'enseignement de Nuno Oliveira. La gradation des demandes est d'ailleurs un principe évident pour l'équitation de légèreté. Même Monty Roberts, qui parle d'un « langage equus » exprimé par le cheval à partir des mouvements du corps, n'a fait que redécouvrir un savoir déjà évoqué avant lui. Le recours à l’étiquette scientifique que recouvre le terme d'« éthologie » est abusif, d'après Jean-Pierre Digard, « dès que le corpus de connaissances et de pratiques des « nouveaux maîtres » n’est rien d’autre qu’empirique, le plus souvent un habillage remis au goût du jour de connaissances et de pratiques qui sont familières à la plupart des praticiens du cheval ».

### Héritage nord-amérindien

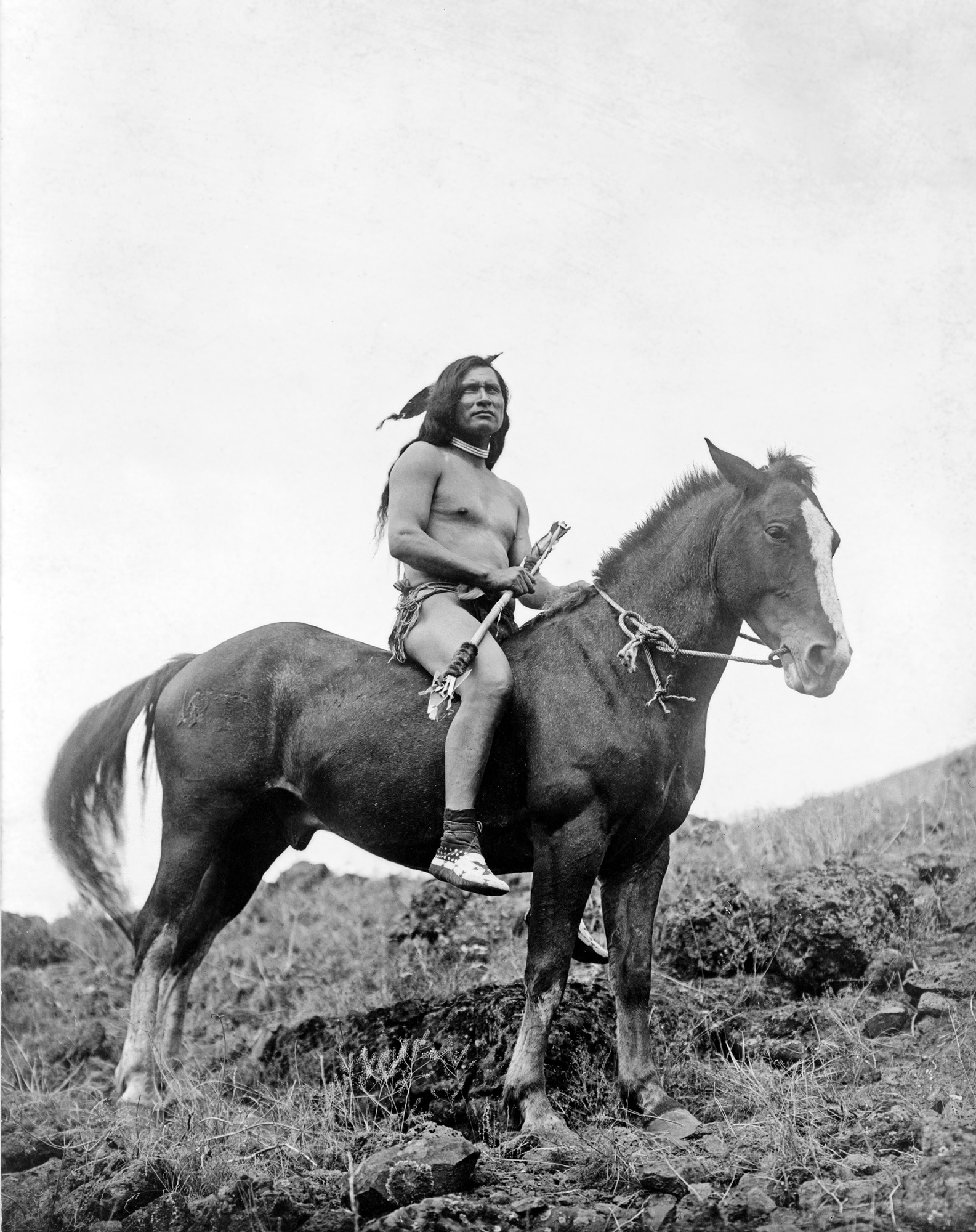
L'équitation éthologique est influencée par la vision occidentale des Nord-Amérindiens.

Certains enseignants connus d'équitation éthologique revendiquent l'héritage des Nord-Amérindiens, chez lesquels ils auraient puisé leurs méthodes basées sur la non-violence, le consentement du cheval et l'harmonie du couple cavalier-cheval. Quelques enseignants, comme Monty Roberts et Pat Parelli, se disent descendants de Nord-Amérindiens. De même, certains journalistes comme Maria Franchini, collaboratrice de Cheval Magazine, défendent une théorie selon laquelle les Nord-Amérindiens étaient les premiers chuchoteurs,. D'après Jean-Pierre Digard, l'équitation éthologique actuelle est issue d'un « mythe du bon sauvage » façonné par les Occidentaux à propos des Nord-Amérindiens, lesquels étaient historiquement loin du « modèle d’harmonie et de non-violence entre l’homme et ses frères animaux ». Il qualifie cet héritage revendiqué d'argument marketing au vernis d'exotisme, ajoutant qu'il véhicule une fascination pour le néopaganisme, et le rejet du matérialisme,. C'est également la constatation de la chercheuse Lynda Birke, pour qui l'équitation éthologique véhicule une vision romantique du concept de « naturel ».

### Aspect commercial
Les visées commerciales de certains enseignants d'équitation éthologique sont évidentes. John Lyons a été sacré meilleur entrepreneur équin des États-Unis. Parelli, qui a « inventé » une discipline équestre ludique à part entière, voit certains de ses fans lui vouer une véritable « vénération » et dispense un enseignement commercial construit sur des « niveaux » qui vont de 1 à 10, que seuls des enseignants certifiés par Parelli peuvent faire passer moyennant finances.
La création de diplômes d'équitation éthologique, en France notamment, révèle une politique qualifiée de mercantiliste par les critiques, car sacrifiant la défense de l'équitation de tradition française au profit d'une mode venue des États-Unis. Une critique assez fréquente est de voir l'équitation éthologique comme « trop américaine », à la fois dans son style, dans ses outils et dans sa commercialisation. D'après Carlos Henriques Pereira, des centres équestres peu scrupuleux obtiennent l'agrément en équitation éthologique et l'affichent à leur programme, alors qu'ils n'en respectent pas les principes de base.

## Dans la culture
Le plus célèbre élément culturel abordant l'équitation éthologique est le film de Robert Redford L'Homme qui murmurait à l'oreille des chevaux, tiré du roman du même nom. Cependant, ce film ne constitue pas un modèle à suivre en équitation éthologique.
La série d'animation française Le Ranch a pour héroïne Léna, une « chuchoteuse » héritière d'un don qui lui permet de comprendre les sentiments des chevaux et de se faire comprendre d'eux.
La série télévisée canadienne Heartland, adaptée de la série de romans éponyme de Lauren Brooke, montre à plusieurs reprises un aperçu de la technique du « join-up » popularisée par Monty Roberts, ainsi que les massages « T-Touch » de Linda Tellington-Jones,.

### Traductions
1. ↑  Version originale : To break horses.